# Ohrek (huyện)
The Ohrekreis là một huyện cũ (Kreis) đông bắc Sachsen-Anhalt, Đức. Các huyện giáp ranh (từ phía bắc theo chiều kim đồng hồ) là: Altmarkkreis Salzwedel, Stendal, Jerichower Land, thành phố không thuộc huyện Magdeburg, Bördekreis, và huyệns Helmstedt và Gifhorn ở Niedersachsen.
Huyện này đã bị sáp nhập với huyện Boerdek để lập huyện mới Boerde trong cuộc cải cách ở bang Sachsen-Anhalt năm 2007.

## Các thị xã và đô thị
| Thị xã          | Verwaltungsgemeinschaften | Đô thị tự do                 |
| --------------- | --- | ---------------------------- |
| 1. Haldensleben | 1. Elbe-Heide 2. Flechtingen 3. Hohe Börde 4. Oebisfelde-Calvörde (bao gồm cả thị xã Oebisfelde) 5. Wolmirstedt (bao gồm cả thị xã Wolmirstedt) | 1. Barleben 2. Niedere Börde |